# Pihem
Pihem är en kommun i departementet Pas-de-Calais i regionen Hauts-de-France i norra Frankrike. Kommunen ligger i kantonen Lumbres som tillhör arrondissementet Saint-Omer. År 2022 hade Pihem 928 invånare.

## Befolkningsutveckling
Antalet invånare i kommunen Pihem
| Referens: INSEE |